# Xian de Ludian
Le xian de Ludian (鲁甸县 ; pinyin : Lǔdiàn Xiàn) est un district administratif de la province du Yunnan en Chine. Il est placé sous la juridiction de la ville-préfecture de Zhaotong.

## Démographie
La population du district était de 354 257 habitants en 1999.